# Petrovići (Vrbovsko)
Petrovići su naselje u Hrvatskoj u sastavu Grada Vrbovskog. Nalaze se u Primorsko-goranskoj županiji.

## Zemljopis
Sjeverozapadno su Gornji Vučkovići, istočno-sjeveroistočno su Donji Vučkovići i Moravice, jugoistočno su Matići, Carevići, Gornji Vukšići i Donji Vukšići.

## Stanovništvo
| broj stanovnika | 92    | 94    | 86    | 95    | 96    | 110   | 107   | 104   | 45    | 41    | 34    | 23    | 22    | 22    | 18    | 15    | 13    |
|                 | 1857. | 1869. | 1880. | 1890. | 1900. | 1910. | 1921. | 1931. | 1948. | 1953. | 1961. | 1971. | 1981. | 1991. | 2001. | 2011. | 2021. |